# 第一代安格尔西侯爵亨利·佩吉特
陆军元帅亨利·威廉·佩吉特，第一代安格尔西侯爵，KG，GCB，GCH，PC（Henry William Paget, 1st Marquess of Anglesey，1768年5月17日—1854年4月29日），英国军人、政治家，在1784年至1812年间称为佩吉特勋爵（Lord Paget），在1812年至1815年间称为阿克斯布里奇伯爵（Earl of Uxbridge）。阿克斯布里奇最著名的举动，莫过于在滑铁卢战役中，带领苏格兰灰骑兵（Scots Greys）向戴尔龙伯爵（Comte d'Erlon）的第一军冲锋。他亦曾分别两次担任军械总局局长（Master-General of the Ordnance）与爱尔兰总督。

## 早年生涯
在伦敦出生的他是亨利·佩吉特，第一代阿克斯布里奇伯爵与简·尚帕涅（Jane Champagné）的长子。陆军上尉威廉·佩吉特（William Paget），亚瑟·佩吉特爵士（Sir Arthur Paget），陆军上将爱德华·佩吉特爵士（Sir Edward Paget），海军中将查尔斯·佩吉特爵士（Sir Charles Paget）与伯克利·佩吉特都是他的兄弟。阿克斯布里奇受教于威斯敏斯特公学与牛津大学基督堂学院。

## 政治生涯
他在1790年大选中当选为卡那封选区国会议员，进入下议院。阿克斯布里奇在六年后，将这个选区的席位交给幼弟爱德华，自己则改为担任米尔本港选区议员。1804年，他通过申请担任齊爾滕百戶，从下院辞职。两年后，阿克斯布里奇又再出选米尔本港选区，成功当选为议员。1810年，他又再通过担任齊爾滕百戶，退出下院。

## 军事生涯
法国大革命战争爆发后，他组织了斯塔福德郡志愿兵团，并在1793年获任为临时中校。1794年，更名为第80步兵团的志愿兵团在阿克斯布里奇的指挥下参与了弗兰德斯战役。次年，他获任为第16轻龙骑兵团中校。同年，阿克斯布里奇迎娶了乔治·维利尔斯，第四代泽西伯爵（George Villiers, 4th Earl of Jersey）之女。1796年，他获任为上校，五年后，他获任为第7轻龙骑兵团上校。阿克斯布里奇在1802年获任为少将，在六年后，又获任为中将。1809年，他在约翰·莫尔爵士（Sir John Moore）的指挥下参与了科魯尼亞戰役。阿克斯布里奇在这场战役中，带领骑兵担任后卫，保护撤退中的部队，表现优秀。他的骑兵在萨窝战役（Battle of Sahagún）中压倒了法国骑兵。阿克斯布里奇的骑兵甚至在贝纳文特之战击败了帝国卫队（Garde Impériale）的猎骑兵（Chasseurs a Cheval）。
从此，他再也没有参与半岛战争，因为他与亨利·韦尔斯利（Henry Wellesley，后为考利男爵）的妻子夏洛特女爵（Lady Charlotte）通奸，而夏洛特又是伊比利亚半岛英军总指挥亚瑟·韦尔斯利爵士（Sir Arthur Wellesley，后为威灵顿公爵）的弟媳。阿克斯布里奇在1809年之后、1815年之前，只参与过瓦爾赫倫島戰役。1810年，他与第一任妻子离婚，正式与夏洛特结婚。

## 参与滑铁卢战役

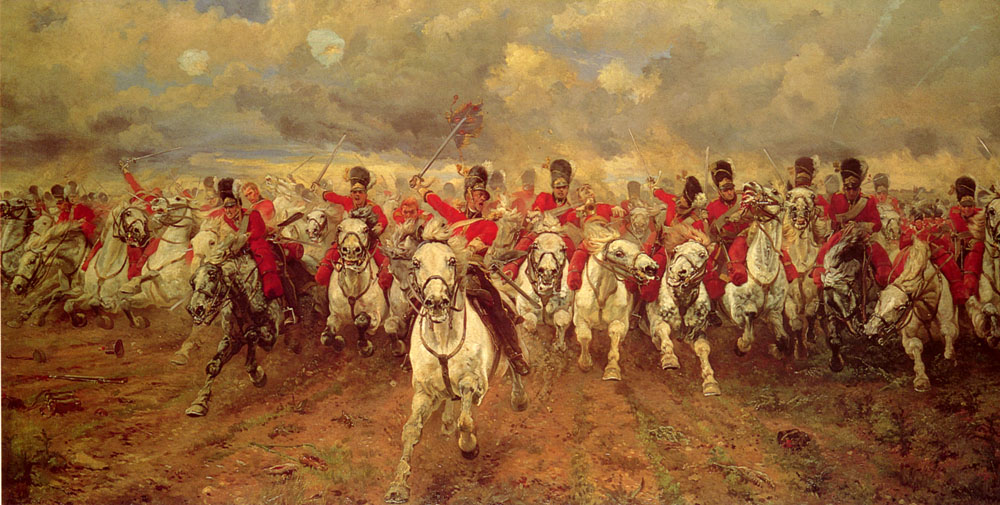
Scotland for Ever，巴特勒爵士夫人绘。

1815年，他被上级派到比利时担任骑兵指挥官，一度受到威灵顿的敌视。在滑铁卢战役爆发前，威灵顿扩大了他的统辖范围，将联军所有骑兵、骑炮兵（Horse artillery）交给他指挥。7月17日，阿克斯布里奇带领部队，轻松地掩护英军，自夸特布拉斯（Quatre Bras）撤到了滑铁卢。次日，滑铁卢战役爆发，他在战役中带领英军骑兵，发动了一次场面壮观的冲锋，击退了部分戴尔龙伯爵的部队。
法军在当日发射的最后一枚炮弹击中了阿克斯布里奇左脚，迫使军医后来截去了他的脚。后来，坊间流传着这么一个趣聞：他被炮弹击中时，离威灵顿很近。阿克斯布里奇被炮弹击中后，马上惊呼：“天啊，先生，我没了一条腿！”，威灵顿也立即答道：“天啊，先生，的确如此！”此外，他的副官托马斯·懷爾德曼（Thomas Wildman）回忆到，在截肢手术的过程中，他一直面带笑容，还说：“我已经当了47年的花花公子，[失去一条腿对我来说并不重要]，[但]要切腿的[如果是]年轻人的[话]那就不公平了。”阿克斯布里奇从此装上了由詹姆斯·波茨（James Potts）发明的义肢，代替左脚，而他真正的左脚则埋在了滑铁卢。

## 晚年生涯
1819年，阿克斯布里奇获提拔为上将，并在乔治四世的加冕典礼上，担任英格兰总管大臣（Lord High Steward of England）。他支持国王对王后展开離婚訴訟，以后者犯有通奸罪为由，与后者离婚，使他在一段时间里，不受公众欢迎。有一次，一群人把阿克斯布里奇围住，强迫他高呼“王后！”，不过，他在这个词后面，加上了自己的愿望，“希望你们的妻子与她一样！”。1827年4月，他加入了以喬治·坎寧为首的新政府，担任军械总局局长，同时获任为枢密院顾问官。阿克斯布里奇后来又加入了威灵顿政府，出任爱尔兰总督。
1828年12月，他向爱尔兰天主教首席主教写信，他在信中称他需要天主教解放（Catholic Emancipation）。阿克斯布里奇的言论导致他失去了爱尔兰总督一职。1830年11月，格雷伯爵组阁，他应邀加入政府，再次出任爱尔兰总督。三年后，政府因爱尔兰问题而倒台，阿克斯布里奇也因此渡过了13年在野生涯。1846年，他最后一次加入政府，再一次担任军械总局局长，1852年3月，他终于以陆军元帅军衔、皇家骑兵卫队（Royal Horse Guards）上校军衔退休。阿克斯布里奇亦曾担任安格尔西郡尉（Lord Lieutenant of Anglesey）与斯塔福德郡郡尉（Lord Lieutenant of Staffordshire）。他最终于1854年4月29日逝世，遗体葬于利奇菲爾德大教堂。

## 婚姻
他与第一任妻子卡罗林·维利尔斯女爵（Lady Caroline Villiers）在1795年7月5日结婚之后，育有八名子女，分别为：亨利、卡罗林、简、乔治娜、奧古絲妲、威廉、艾格尼丝、亚瑟。两人后来在1810年11月29日离婚。阿克斯布里奇随即在同年迎娶夏洛特·卡多根女爵（Lady Charlotte Cadogan）。两人婚后育有六名子女，分别为：艾米丽、克拉倫斯、玛丽、阿尔弗雷德、乔治、阿德莱德。他的爵位在他逝世后，由长子亨利继承。

## 荣誉
他在1815年1月获颁巴斯爵级大十字勋章。滑铁卢战役完结两个星期后，他获摄政王乔治（后为乔治四世）册封为安格尔西侯爵（Marquess of Anglesey）。他也在同年获得了俄国圣乔治骑士勋位和奥地利玛丽亚·特蕾西亚骑士勋位。1816年，他获颁皇家圭爾夫爵級大十字勛章。1818年，他获颁嘉德勋章。1816年，有人在兰韦尔普尔古因吉尔戈格里惠尔恩德罗布尔兰蒂西利奥戈戈戈赫树立了一座27米的纪念碑，以纪念他的英雄事迹。他留在滑铁卢的左脚后来被人挖出来展示。荷兰国王曾向他颁发威廉军事司令勋章。

## 注脚
1. 1 2 3 4  Heathcote, p. 235.
2. ↑  . 倫敦憲報. 25 November 1806: 1538  [19 November 2010].
3. ↑  . 倫敦憲報. 3 February 1810: 178  [19 November 2010].
4. 1 2 3 4 5 6 7 8 9 10 11 12 13 14 15  Heathcote, p. 236.
5. 1 2  Heathcote, p. 237.
6. ↑  Memoir of the Hon'ble Sir Charles Paget, G.C.H., 1778-1839 With a Short History of Paget Family
7. ↑  .   [2013-01-31]. （原始内容存档于2013-02-03）.